# Jahnstadion (Bottrop)
Das Jahnstadion ist ein Fußballstadion mit Leichtathletikanlage in der nordrhein-westfälischen Stadt Bottrop. Die Anlage wurde am 19. und 20. Juli 1924 eingeweiht. Sie bietet auf ihren Rängen 5.000 Plätze. Zu den Partien des FC Schalke 04 II in der Regionalliga West ist die Kapazität auf 1.543 Zuschauer begrenzt.

## Geschichte
Als im benachbarten Oberhausen das Stadion Niederrhein und in Gladbeck die Vestische Kampfbahn entstanden, drängten auch die Mitglieder des VfB Bottrop, dem selbst die finanziellen Mittel zur Errichtung einer eigenen Platzanlage fehlte, die Stadtverwaltung, eine ähnliche Sportanlage zu schaffen. 
So begann man 1923 mit dem Bau der Stadionanlage an der Zimmermannstraße. Dieses Gelände in einer Größe von 4,5 Hektar hat die Arenbergische Aktiengesellschaft der Stadt pachtweise überlassen.
Nach Abschluss der Bauarbeiten wurde die Sportanlage am 19. und 20. Juli 1924 im Rahmen eines Sportfestes der Bottroper Vereine und Schulen eingeweiht, der Bevölkerung übergeben und dem VfB Bottrop als stärkstem und ältesten Verein Bottrops bevorzugt als Sport- und Übungsstätte zur Verfügung gestellt.
Nach einem Umbau in den Jahren 2004 und 2005, verfügt das Stadion jetzt über eine überdachte Sitztribüne sowie eine Tartanbahn. Im Jahr 2005 war das Jahnstadion eine der Wettkampfstätten der World Games und im Jahr 2006 einer der Spielorte der Fußball-Weltmeisterschaft der Menschen mit Behinderung.
Von 2012 bis 2017, sowie seit 2019, trägt die zweite Mannschaft des FC Schalke 04 ihre Heimspiele in der Regionalliga West im Jahnstadion und in der Mondpalast-Arena aus.